# 科尔蒙斯
科尔蒙斯（義大利語：Cormons），是意大利戈里齐亚省的一个市镇。总面积34.67平方公里，人口7721人，人口密度222.7人/平方公里（2009年）。ISTAT代码为031002。